# Stora Hultsgöl
Stora Hultsgöl är en sjö i Vetlanda kommun i Småland och ingår i Emåns huvudavrinningsområde.